# Liste der Bodendenkmale in Uehrde
In der Liste der Bodendenkmale in Uehrde sind die Bodendenkmale der niedersächsischen Gemeinde Uehrde aufgeführt. Die Quelle ist der Denkmalatlas Niedersachsen.
- Diese Liste erhebt keinen Anspruch auf Vollständigkeit.
- Die Angaben ersetzen nicht die rechtsverbindliche Auskunft der zuständigen Denkmalschutzbehörde.
- Es sind nur Daten aus dem Denkmalatlas verarbeitet.
- Der Stand der Liste ist der 8. Juni 2025.

Uehrde im Landkreis Wolfenbüttel

## Allgemein
In den Spalten finden sich folgende Informationen des Bodendenkmales:
| Lage         | geographische Koordinaten                                                           |
| Bezeichnung  | Bezeichnung lt. Denkmalatlas                                                        |
| Beschreibung | Beschreibung lt. Denkmalatlas                                                       |
| ID           | Objekt-ID                                                                           |
| Bild         | Bild, ggf. zusätzlich mit Link zu weiteren Fotos im Medienarchiv Wikimedia Commons. |

## Barnstorf
| Lage                        | Bezeichnung             | Beschreibung | ID       | Bild |
| --------------------------- | ----------------------- | --- | -------- | ---- |
| 52° 5′ 49″ N, 10° 48′ 28″ O | Barnstorf 2, Kreuzstein | Steinkreuz aus Kalkstein, H. 110 cm, Br. 73 cm, T. 24 cm. Fuß: Br. 42 cm, T. 24 cm. Mit sich zur Basis hin verbreiterndem Schaft. Auf einer Seite ein Schieber eingemeißelt. | 28953770 | BW   |